# Niriz
|  | Per a altres significats, vegeu «Nirīz». |

Niriz o Nayriz fou durant l'edat mitjana una regió i una població de Fars, i modernament un municipi de la província de Fars, comtat de Fasa.
Era una plana al sud dels Zagros regada pel Kur i el Pulwar (procedents dels Zagros) que desaiguaven al llac de Bakhtigan, avui també anomenat com a Nariz. La vila principal de la regió a l'època àrab era Khayar o Khayr (moderne Khir o Khayr) i Nariz estava a uns 25 km a l'est en direcció a Kirman. La seva mesquita està datada el 973. El 1850 i 1853 els babis locals es van revoltar dirigits per Sayyid Yahya Darabi, sent reprimits.
És capçalera d'un subdistricte del comtat de Fasa i el 1960 tenia 15.931 habitants.